# Потопление крейсера «Москва»
Флагман Черноморского флота ВМФ России ракетный крейсер «Москва» был потоплен в Чёрном море 14 апреля 2022 года, ударом ракетным комплексом «Нептун» Военно-морских сил Украины, произведённым 13 апреля 2022 года.
Крейсер «Москва» был третьим по размеру боевым кораблём ВМФ России и самым крупным и вооруженным на Черноморском флоте. «Москва» потенциально является самым большим военным кораблём, когда-либо выведенным из строя ракетой. Последний раз корабль такого типа был затоплен за 40 лет до этого — в 1982 году во время войны на Фолклендах британская подлодка потопила крейсер аргентинских Военно-морских сил «Генерал Бельграно».
Точное число погибших не известно. Сообщалось о примерно 40 погибших моряках, источник в командовании ЧФ сообщил о гибели 37 человек. 17 было признано погибшими судом. По открытым данным установлено 22 погибших.

## Ход событий

Горящий и кренящийся крейсер после инцидента. Это изображение является одним из немногих физических подтверждений характера повреждений корабля

По данным Радио «Свобода», ещё 10 апреля ракетный крейсер «Москва» Черноморского флота России стоял на якоре в Севастопольской бухте напротив Аполлоновой бухты. Согласно британской газете Navalnews, вечером 13 апреля крейсер попал на радиолокационный спутниковый снимок. Корабль, соответствующий размеру и форме крейсера, на снимке находится по координатам 45°10’43,39" с. ш., 30°55’30,54" в. д. (к востоку от Змеиного острова, в 80 морских милях (150 км) от Одессы). Спутник пролетал над местом события 13 апреля в 18:52 по местному времени.

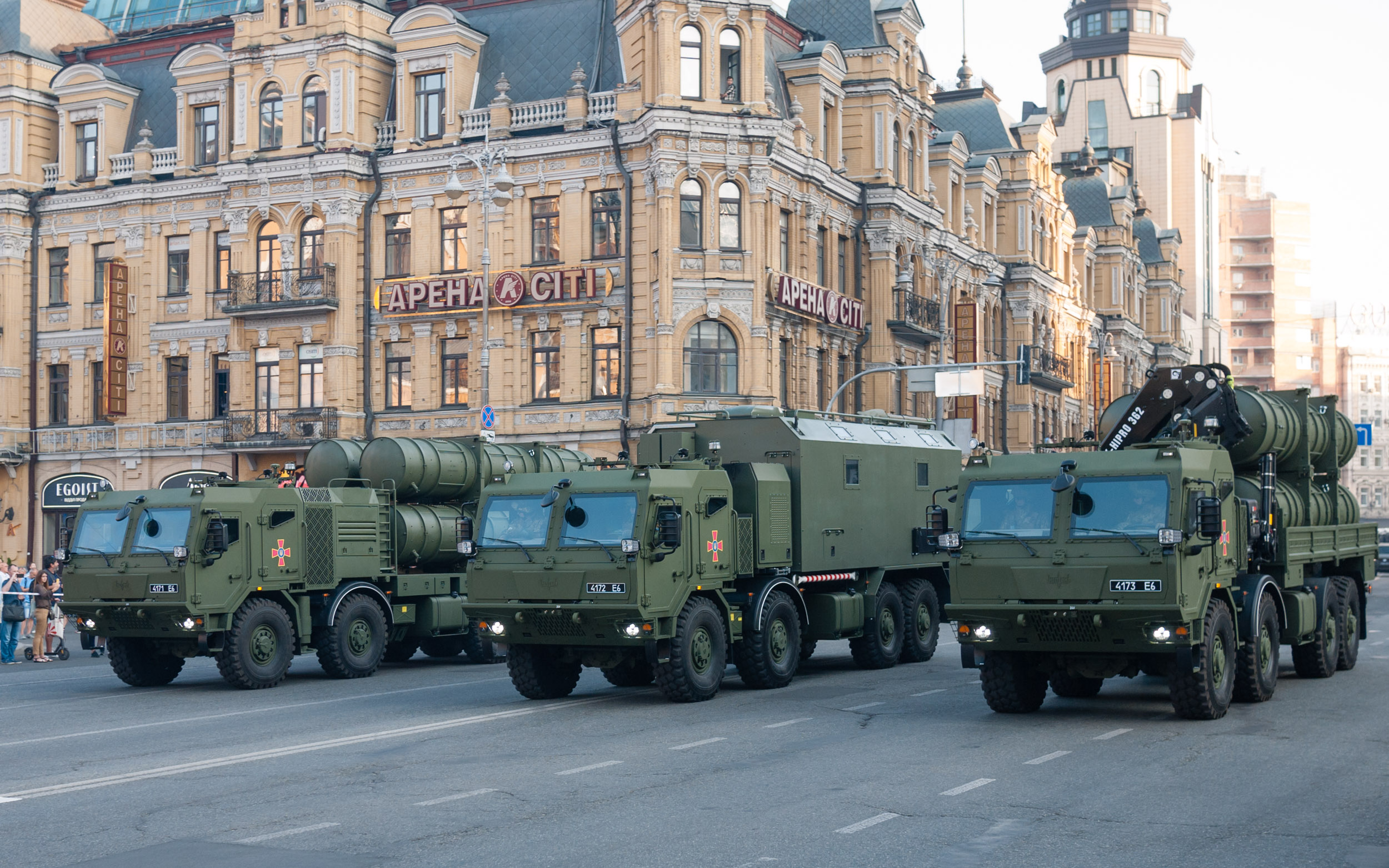
Ракетный комплекс Нептун на параде в честь Дня независимости Украины в Киеве. Август 2021 года.

Поздним вечером 13 апреля 2022 года председатель Одесской областной военной администрации полковник Максим Марченко сообщил в своём Telegram-канале, что украинские военные нанесли удар по российскому ракетному крейсеру «Москва» крылатыми ракетами класса «Нептун», в результате чего он получил «очень серьёзные повреждения». Позднее советник главы Офиса президента Алексей Арестович уточнил, что на находящемся в бассейне Чёрного моря корабле «Москва» сильный пожар. В то же время советник Министра внутренних дел Украины Антон Геращенко заявил, что «весь Черноморский флот РФ выведен для осуществления срочных спасательных мер».
Твиттер-аккаунт OSINT UK, на который сослалось издание Meduza, опубликовал запись сигнала SOS, который, как утверждается, был передан с борта крейсера около часа ночи по московскому времени 14 апреля.
Ближе к утру 14 апреля российские государственные агентства «ТАСС» и «РИА Новости» со ссылкой на Министерство обороны России сообщили, что экипаж «Москвы» эвакуирован после детонации боезапаса в результате пожара. В министерстве подтвердили, что «корабль получил серьёзные повреждения» в результате пожара, причины которого «устанавливаются», но не сообщили о пострадавших и погибших.
Ранним утром в европейских СМИ начали появляться сообщения, что крейсер мог затонуть. Телеканал «Настоящее время» также обратил внимание, что полная эвакуация корабля могла означать, что его нельзя будет оставить на плаву и он будет потоплен. Аналитики в комментариях CNN отмечали, что пожар на борту такого корабля мог привести к катастрофическим последствиям — взрыву, который может привести к его затоплению. CNN, впрочем, не смог ни подтвердить, что корабль был поражён, ни установить его состояние на тот момент, поскольку над Чёрным морем в это время был сильный шторм, который не позволил сделать спутниковые снимки и снять сенсорные спутниковые данные. В то же время неназванный западный эксперт сказал британскому журналу The Economist, что ему не известны случаи, когда пожар на борту крупного военного корабля вызывал бы взрыв в хранилище боеприпасов.
Днём представители украинского Оперативного командования «Юг» заявили о том, флагман Черноморского флота России был поражён ракетами «Нептун»: «он [крейсер] получил значительные повреждения. Возник пожар. Другие подразделения корабельной группы пытались оказать помощь, но шторм и мощный взрыв боеприпасов опрокинули крейсер, и он начал тонуть».
В то же время Минобороны России заявило, что «Москва» остаётся на плаву, принимаются меры для буксировки крейсера в порт, а его экипаж был эвакуирован на другие корабли Черноморского флота, находившиеся в этом районе.
В свою очередь пресс-секретарь Пентагона Джон Кёрби сообщил CNN, что, по данным ведомства, на «Москве» произошёл «по крайней мере один взрыв», нанёсший кораблю серьёзные повреждения, но пока США не могут сказать, был ли он вызван ракетным ударом. По оценкам Пентагона, корабль на плаву «в состоянии продолжить путь и он это делает», направляясь на восток. Вероятно, предположил Кёрби, «Москва» зайдёт в Севастополь для ремонта.
Вечером того же дня (ближе к полуночи по московскому времени) Минобороны России сообщило, что, при буксировке крейсера в порт назначения, из-за повреждений корпуса, полученных в ходе пожара от детонации боезапаса, корабль потерял остойчивость и в условиях штормового волнения моря затонул. При этом, по данным приложения Windy, позволяющего проверять погодные условия в прошлом, скорость ветра над Чёрным морем в районе Крыма не превышала 10 м/с, что слишком мало для шторма.
В комментарии корреспонденту CNN секретарь СНБО Украины Алексей Данилов ответил, что крейсер «Москва» находился недалеко от острова Змеиный и был поражён двумя «мощными ракетами украинского производства».
Согласно заявлениям западных СМИ, 15 апреля неизвестный высокопоставленный представитель Министерства обороны США на условиях анонимности подтвердил СМИ версию гибели крейсера, выдвигавшуюся украинской стороной.
Утром 18 апреля пользователь Twitter'а с ником OSINTtechnical опубликовал первые фотографии горящего крейсера. При этом автор сообщения отметил: «я не могу проверить подлинность, но это крейсер класса „Слава“, и я не думаю, что какой-либо корабль этого класса был когда-либо уничтожен таким образом», а позднее в телеграм-канале «Военный осведомитель» было обнародовано и видео. Пресс-секретарь президента Российской Федерации Дмитрий Песков, отвечая на вопрос журналистов, могут ли в Кремле подтвердить подлинность кадров, заявил, что в Кремле видели эти кадры, но не могут сказать, «насколько они аутентичны и соответствуют действительности».

## Факторы
Meduza в своём материале указала на то, что «Москва», вероятно, — единственный из остающихся в строю кораблей своего класса, который при модернизации не получил новых радаров, способных эффективно засекать низколетящие цели вроде противокорабельной ракеты «Нептун».
Разведданные США
По сообщениям ряда американских СМИ, США предоставили Украине разведданные, способствовавшие успеху ракетной атаки ВСУ. Неназванные официальные лица сообщили, что Украина направила запрос относительно неизвестного судна, находившегося вблизи Одессы. Американская сторона с помощью спутниковых данных идентифицировала корабль и предоставила его точные координаты. После этого Украина нанесла удар двумя ракетами.
Минобороны США не комментировало данный случай, однако было заявлено, что США предоставляет Украине разведданные оборонного назначения. Неназванные официальные лица США, упоминаемые в отчетах прессы, сообщили, что им не было известно о планах Украины атаковать корабль.
Версия украинских СМИ
По версии одного из украинских СМИ, 13 апреля около 16 часов благодаря плотной низкой облачности оператор комплекса «Нептун» обнаружил в 120 километрах от берега большую морскую цель, которой мог быть только флагман ЧФ РФ крейсер «Москва». Обнаружить цель на таком расстоянии украинцам якобы позволили погодные условия, благодаря чему сигнал радара, последовательно отражаясь от поверхности воды и низкой облачности, смог обнаружить крупную «загоризонтную» цель. После обнаружения координат местонахождения крейсера украинские военные обратились за подтверждением в европейский центр НАТО и там подтвердили правильность координат.
По информации американского издания The New York Times, два высокопоставленных американских чиновника подтвердили, что Украина уже имела координаты цели, а европейский центр НАТО предоставил только подтверждение. Однако некоторые американские чиновники считают, что подтверждение координат могло быть решающим фактором в уничтожении крейсера.
По версии украинских СМИ, российские моряки могли не активировать системы ПВО, так как были уверены в своей неуязвимости. По другой версии, системы ПВО крейсера не смогли обнаружить низколетящую над водой и относительно медленную ракету на жидком топливе.
После предположительного попадания ракет в цель украинские военные поняли об успешности атаки по манёврам крейсера и четырём кораблям ЧФ РФ, которые одновременно направились в этот район.
Позднее спецслужбы США подтвердили, что две украинские противокорабельные ракеты «Нептун», запущенные с берега недалеко от Одессы, поразили крейсер «Москва».

## Последующие события
Высокопоставленный чиновник Министерства обороны США в комментарии CNN отметил, что они заметили, как после повреждения «Москвы» другие корабли ЧФ РФ, которые были поблизости от её местонахождения либо в северной части Чёрного моря, выдвинулись на юг и покинули районы, в которых они действовали, что может свидетельствовать о попытке уйти из зоны досягаемости украинских ракет.
На следующий день после потопления крейсера «Москва» российские войска нанесли ракетный удар по Жулянскому машиностроительному заводу «Визар» под Киевом, который производил противокорабельные ракеты «Нептун».

## Потери

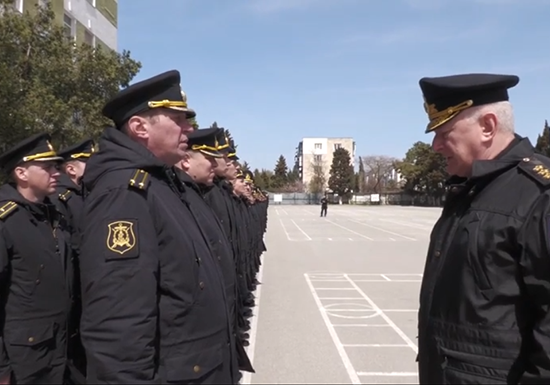
Встреча главнокомандующего ВМФ и командования ЧФ РФ с экипажем крейсера «Москва» (предположительно). Кадр из видеозаписи, опубликованной 16 апреля Министерством обороны РФ

Штатная численность экипажа «Москвы», по разным данным, составляла от 510 до 758 человек, а фактическая — от 416 до 680 человек.
16 апреля российские государственные СМИ опубликовали видеозапись встречи главкома ВМФ РФ Николая Евменова с военнослужащими, которых в сюжете назвали экипажем крейсера «Москва», на плацу 810-й бригады морской пехоты. По оценке издания The Insider, на видеозаписи видны около 100 моряков и командир крейсера капитан 1 ранга Антон Куприн. «Новая газета. Европа» отметила, что в видео отсутствует или нарушен звук во время развода личного состава, когда командир обязан доложить о численности состава, сообщить, сколько человек присутствуют в строю, сколько выбыло, в том числе в результате ранения или гибели. В то же время Радио «Свобода» заявило о невозможности проверки достоверности кадров. Более того, тётя матроса Сергея Грудинина узнала его на этой видеозаписи, хотя его мать получала противоречивые сведения о том, остался ли он в живых, и до сих пор не смогла выйти с ним на связь.
В статье BBC были поставлены под сомнение утверждения властей о том, что все члены экипажа были эвакуированы с корабля. Согласно Корабельному уставу Военно-морского флота, весь экипаж должен бороться за живучесть корабля. Быстро эвакуировать моряков могли лишь в том случае, если ситуация была настолько плохой, что бороться за жизнь корабля не было смысла — это означало бы, что на корабле произошли взрывы огромной силы, у которых, скорее всего, были жертвы.
Также обнаружилось, что на борту «Москвы» на момент затопления находились военнослужащие срочной службы.
По словам жены служившего на крейсере мичмана Ивана Вахрушева, её муж погиб, а 27 членов экипажа пропали без вести. По словам матери служившего на крейсере матроса-срочника Егора Шкребца, её сын числится пропавшим без вести, а в госпитале, куда привезли раненых с крейсера, было около 200 пострадавших моряков. По словам матери другого матроса-срочника, служившего на крейсере, погибло около 40 человек, несколько пропали без вести, очень много раненых.
Даже спустя неделю после затопления многие родные матросов не знали их судьбу. Оставшиеся в живых дали подписку о неразглашении на пять лет, на Дмитрия Шкребца (отца погибшего солдата-срочника Егора Шкребца), ранее добивавшегося официального признания гибели своего сына, стали оказываться различные меры давления, а 3 июня российская полиция провела в его квартире обыск.
22 апреля Минобороны РФ заявило, что из членов экипажа крейсера в ходе борьбы за живучесть корабля погиб 1, пропали без вести 27, были эвакуированы 396 человек. Губернатор Севастополя Михаил Развозжаев подтвердил гибель мичмана Ивана Вахрушева. В 2022 году были удовлетворены 18 исков «о признании военнослужащих безвестно отсутствующими или погибшим» по членам экипажа Москвы.
В конце июля 2022 года появилась информация, что на крейсере погиб 37-летний капитан-лейтенант Валерий Криворог, сын контр-адмирала Олега Криворога, командира 30-й дивизии надводных кораблей Черноморского флота, в которую входил и крейсер «Москва». В августе 2022 года издание «Медуза» сообщило, что Минобороны признало гибель срочника Егора Шкребца, срочника Леонида Савина и Ивана Франтина.
13 апреля 2024 года в Севастополе на территории 30-й дивизии надводных кораблей был открыт мемориал морякам, погибшим при исполнении воинского долга. У 19 из них (шесть рядовых, четыре матроса, четыре старших матроса, главный старшина, двое старших мичманов, лейтенант и капитан-лейтенант) датой смерти значится 13 апреля 2022 года. 

## Реакция

### Россия
15 апреля 2022 года в Севастополе у памятника в честь 300-летия российского флота состоялась церемония прощания с крейсером. Вопреки заявлениям Министерства обороны России о полной эвакуации экипажа, на одном из траурных венков была лента с надписью «Кораблю и морякам».
Пресс-секретарь президента России Дмитрий Песков 15 апреля заявил, что Путин не планирует проводить совещания для обсуждения причин пожара на крейсере, а также не собирается ехать в Севастополь.

### Украина

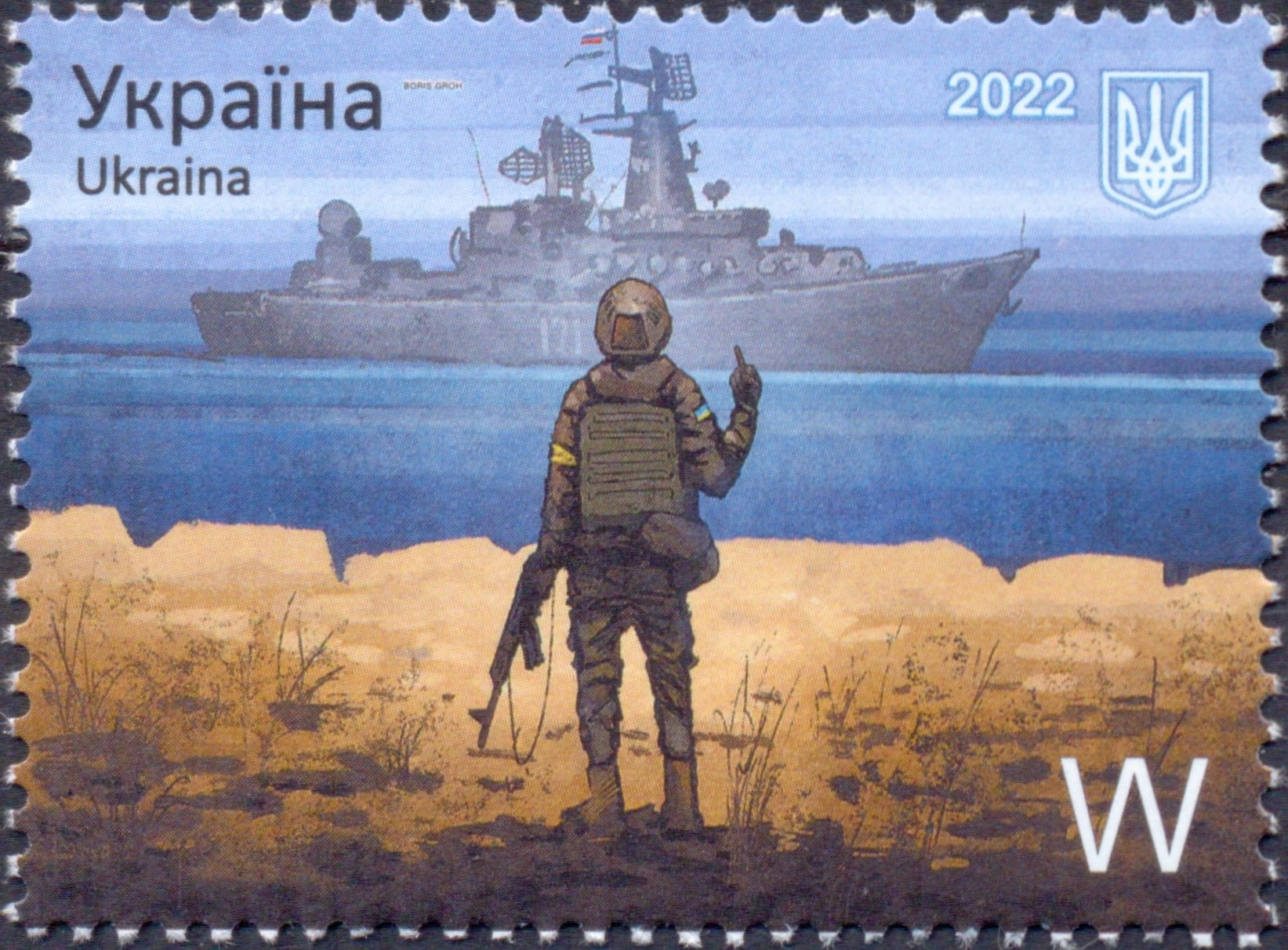
«Русский военный корабль, иди на хуй»Украинская почтовая марка (с украинским пограничником на фоне крейсера «Москва»), представленная и введённая в оборот 13 апреля 2022 года

12 апреля 2022 года «Укрпочта» выпустила почтовую марку «Русскій воєнний корабль, іді … !», но особенный ажиотаж она вызвала после потопления российского крейсера. Уже к пятнице 15 апреля все марки были распроданы, однако гендиректор «Укрпочты» Игорь Смилянский заявил о планах выпуска ещё миллиона экземпляров данной марки.
В комментарии корреспонденту CNN секретарь СНБО Украины Алексей Данилов, комментируя произошедшее, заявил: «Путин пришёл убивать наших детей, наших женщин, наших мирных жителей. Это наш подарок ему. И это только начало. Будет больше, чем одна „Москва“».
По заявлению Министерства обороны Украины, украинские власти включили обломки крейсера в «реестр подводного культурного наследия Украины» под номером 2064.

## Оценки

### Практическое значение
Министерство обороны Великобритании сообщило, что, по данным его разведки, крейсер «Москва» был флагманом Черноморского флота России и играл ключевую роль в качестве командного корабля и узла противовоздушной обороны. Согласно оценке ведомства, «этот инцидент означает, что Россия получила повреждение двух ключевых военно-морских объектов после вторжения на Украину. Первое повреждение — десантный корабль класса „Аллигатор“ (БДК „Саратов“) 24 марта. Оба события, вероятно, заставят Россию пересмотреть свою морскую позицию в Чёрном море». К выводам о серьёзном ослаблении противовоздушной обороны Черноморского флота и потере оперативного штаба управления пришли также эксперты в комментариях изданиям «Би-би-си» и Meduza.
Директор Института изучения морского потенциала России при Военно-морском колледже США профессор Майкл Петерсен в комментарии «Би-би-си» отметил, что после произошедшего российский флот может начать действовать на большем удалении от украинских берегов.
Офицер надводных боевых действий ВМС США лейтенант-коммандер Джейсон Ланкастер в комментарии для CIMSEC констатировал, что если для атаки на «Москву» использовался «Нептун», то это его первое известное применение во время войны. По его мнению, угроза, исходящая от мобильных крылатых ракет берегового базирования, таких как «Нептун», «меняет оперативное поведение» противника — российские «корабли будут действовать таким образом, чтобы свести к минимуму риск обнаружения и максимизировать свои шансы защитить себя. Эти поведенческие изменения ограничивают способность России использовать свой флот в своих интересах. Дополнительный стресс от внезапного боя увеличивает усталость и может привести к ошибкам».
18 апреля 2022 года полковник ВС КНР в отставке Юэ Ган (岳刚) проанализировал гибель крейсера «Москва», обратив внимание на устаревшие технологии, недостаточное техническое обслуживание и возможные недостатки управленческих решений. Юэ заявил, что у России теперь осталось лишь несколько многотоннажных военных кораблей, и потеря «Москвы» — большая потеря для российского флота.
Главный редактор украинского издания BlackSeaNews Андрей Клименко сообщил, что после гибели крейсера у России уменьшилось количество крылатых ракет. По словам Клименко, теперь находящийся в Чёрном море суммарный залп неназванных крылатых ракет кораблей ЧФ РФ уменьшился с 72 до 56. В то же время военный эксперт Николай Белесков в комментарии «Би-би-си» указывал, что «Москву» не использовали для обстрела территории Украины крылатыми ракетами с Чёрного моря, так как она не являлась носителем ракет «Калибр», которыми РФ накрывает почти всю Украину.
Издание The Wall Street Journal в своём материале отмечало, что уничтожение «Москвы» затруднит, если не сделает невозможным, проведение российского морского десанта в Одессе.

### Идеологическое значение
Канал «Настоящее время» обратил внимание на то, что событие произошло после угрозы со стороны российских властей атаковать «центры принятия решений» в Киеве, если украинцы продолжат наносить удары по объектам в России, а крейсер «Москва» является тем самым кораблём, которому адресовалась фраза «Русский военный корабль, иди на хуй» при взятии острова Змеиный.
Капитан ВМС США в отставке и бывший директор операций в Объединённом разведывательном центре Тихоокеанского командования США Карл Шустер, комментируя произошедшее для CNN, заявил: «Только потеря подводной лодки с баллистическими ракетами или „Кузнецова“ (единственного российского авианосца) нанесла бы более серьёзный удар по моральному духу России и репутации военно-морского флота в глазах российской общественности». Также Шустер отметил, что если информация об ударе «Нептуном» подтвердится, то «Москва» потенциально может стать самым большим военным кораблём, когда-либо выведенным из строя ракетой.
В комментарии «Би-би-си» директор Института изучения морского потенциала России при Военно-морском колледже США профессор Майкл Петерсен отметил: «„Москва“ — флагман Черноморского флота» и «символ российской военной мощи на Чёрном море», а «украинцы потеряли свой флот в 2014 году, после аннексии Крыма, поэтому <…> сам факт того, что украинцы могут наносить такие удары, чрезвычайно символичен и болезнен для российского руководства».
Профессор войны и стратегии Королевского колледжа в Лондоне Алессио Паталано в комментарии CNN отмечал: «Корабли действуют вдали от общественного внимания, и их деятельность редко становится предметом новостей. Но они представляют собой большие плавучие части национальной территории, и когда вы теряете один из них, флагман, это политическое и символическое сообщение — в дополнение к военному. Потеря выделяется именно из-за этого».
Руководитель Conflict Intelligence Team Руслан Левиев в комментарии «Би-би-си» заявил, что потопление крейсера было «историческим инцидентом», поскольку в последний раз корабль такого типа был затоплен в 1982 году во время войны на Фолклендах между Британией и Аргентиной. Тогда британская подлодка HMS Conqueror потопила крейсер «Генерал Бельграно» аргентинских Военно-морских сил.

## В культуре

### В музыке
- SPIV BRATIV - maskva
- хейтспіч Х діти інженерів - москва